# لويس كابالدي
لويس مارك كابالدي (بالإنجليزية: Lewis Capaldi)‏ (من مواليد 7 أكتوبر 1996) هو مغني وكاتب أغاني اسكتلندي. تم ترشيحه لجائزة اختيار النقاد في حفل جوائز بريت 2019. في مارس 2019، تصدرت أغنيته الفردية «سَموَن يو لوفد» مخطط المملكة المتحدة الفردي حيث بقيت في المرتبة الأولى لمدة سبعة أسابيع، وفي أكتوبر 2019 وصلت إلى المرتبة الأولى في ترتيب بيلبورد هوت 100 في الولايات المتحدة، تم ترشيحه في جوائز جرامي السنوية الثانية والستين لأغنية العام وفاز بجائزة بريت 2020 لأغنية العام. كما فاز بجائزة 2020 لأفضل فنان جديد.
في مايو 2020، أُعلن أن أغنيته «سَموَن يو لوفد» أصبحت الأغنية الأطول بقاء في ترتيب المملكة المتحدة الموسيقي (في المراكز العشر الأولى) على الإطلاق من قبل شركة الرسوم البيانية الرسمية.

## حياة شخصية
لويس كابالدي من أصل اسكتلندي وأيرلندي وإيطالي. ابن عم كابالدي الثاني هو الممثل بيتر كابالدي، الذي ظهر في الفيديو الموسيقي الخاص به «سَموَن يو لوفد» وكان المغني الرئيسي وعازف الجيتار في فرقة موسيقى البانك روك تسمى دريم بويز. وهو أيضًا قريب بعيد للفيزيائي النووي المولود في بارهيد جوزيف كابالدي. يُعرف كابالدي بحضوره على وسائل التواصل الاجتماعي، ولا سيما مقاطع الفيديو الفكاهية.
حتى فبراير 2020، لا يزال لويس كابالدي يعيش مع والديه في ويتبورن، غرب لوثيان، في نفس غرفة النوم التي كان يملكها منذ أن كان عمره 10 سنوات. وهو من مشجعي كرة القدم ويدعم نادي منطقته سلتيك.

## ديسكغرافيا
ألبومات الاستوديو
- ديفاينلي أن-إنسبايرد تو آي هيليش إكستنت (2019)

أغاني منفردة
- 2017: بروسز
- 2017: لوست أون يو
- 2017: فيْد
- 2017: ميرسي
- 2018: رْش
- 2018: تاف
- 2018: غريس
- 2018: سَموَن يو لوفد
- 2019: هولد مي وايل يو ويت
- 2019: بيفور يو غو

## روابط خارجية
- لويس كابالدي على موقع IMDb (الإنجليزية)
- لويس كابالدي على موقع ميوزك برينز (الإنجليزية)
- لويس كابالدي على موقع أول ميوزيك (الإنجليزية)
- لويس كابالدي على موقع ديسكوغز (الإنجليزية)
- لويس كابالدي على موقع قاعدة بيانات الفيلم (الإنجليزية)